# Антонін Пуч
Антонін Пуч (чеськ. Antonín Puč; 16 травня 1907, Їноніце (нині — частина Праги), Богемія, Австро-Угорщина — 18 квітня 1988, Прага, Чехословаччина) — чехословацький футболіст, нападник. Рекордсмен збірної Чехословаччини за кількістю забитих м'ячів.

## Кар'єра
Антонін Пуч провів більшу частину клубної кар'єри в празькій «Славії», у її складі став восьмиразовим чемпіоном Чехословаччини. За «Славію» провів в загальній складності 491 матч, забив 437 м'ячів. Забив за «Славію» 15 голів (у 37 матчах) у дербі проти «Спарти» і за цим показником поступається лише Біцану (35 голів) і Франтішеку Свободі (18 голів).
За збірну команду Чехословаччини виступав з 1926 року. На «срібному» для чехословаків чемпіонаті світу 1934 року провів 5 матчів і забив 2 м'ячі, в тому числі єдиний м'яч у ворота збірної Італії у фінальній грі. Брав участь і в чемпіонаті світу 1938 року (2 матчі). Всього за збірну Чехословаччини провів 60 матчів, забив 34 м'ячі. Цей рекорд в епоху існування єдиної Чехословаччини так і не був побитий, але у 2005 році нападнику збірної Чехії Яну Коллеру вдалося перевершити це досягнення.
12 листопада 1939 році провів 1 матч за збірну протекторату Богемії і Моравії. Це була товариська зустріч зі збірною Німеччини в Бреслау. Матч завершився з рахунком 4:4, один м'яч у гостей забив Пуч. З урахуванням цього матчу, за національні збірні зіграв 61 матч і забив 35 м'ячів.

## Досягнення
- Срібний призер чемпіонату світу: 1934
- Чемпіон Чехословаччини (8): 1925, 1928/29, 1929/30, 1930/31, 1932/33, 1933/34, 1934/35, 1936/37